# Braojos de la Sierra
Braojos de la Sierra és un municipi de la Comunitat de Madrid, a la Sierra Norte de Madrid. Limita a l'oest amb la província de Segòvia i és travessat per cinc vies pequàries: les canyades de la Puente Ancha, de la Cuerda, Vereda del Molino, Vereda del Lomo i Vereda de la Ermita. La xarxa hidrogràfica es compon dels rierols de la Dehesa, de la Cigüeñuela, de la Trocha i d'Hernán Gómez.

## Història
Es desconeix l'origen de Braojos, encara que alguns historiadors apunten la possibilitat que anés una fundació cèltica a causa del prefix "bra-", que significava "brossa d'arbres". No obstant això, sembla més probable ser un nucli fundat després de la Reconquesta. El primer assentament, no documentat fins a l'edat mitjana, va ser realitzat per pastors i al voltant d'ell es van organitzar petites terrasses de cultius quedant la resta del territori dedicat a pastures comunals. L'interior del nucli presentava una disposició dispersa, combinant habitatges amb pajares i quadres i espais oberts per al cultiu. Les restes arquitectòniques de l'època són d'un estil romànic rural.
El lloc on s'assenta avui Braojos va passar a formar part de la Comunitat de Vila i Terra de Buitrago des del 18 de juliol de 1096, quan el rei Alfons VI de Castella va assignar termes a aquesta població. És per això que es regiria segons les ordenances de la mancomunitat, encara que Braojos va arribar a tenir ordenances pròpies. Va ser a més capçalera d'un dels set cambres en els quals es dividia la terra de Buitrago. D'ell depenien Navarredonda y San Mamés, Pinilla de Buitrago, Villavieja del Lozoya i La Serna del Monte.
La terra de Buitrago i la seva jurisdicció van passar a formar part del senyoriu dels Mendoza (més tard Ducs de l'Infantado) en temps de Pedro González de Mendoza. Per aquest motiu va formar part de la província de Guadalajara, fins a la seva inclusió definitiva en la de Madrid en 1833. En el segle xvi formaven un solo concejo els pobles de Braojos, La Serna del Monte i l'actualment desaparegut de Ventosilla. Durant tota l'edat moderna, Braojos va experimentar un creixement equilibrat i notable. A la ramaderia local, dominada per un petit nombre de grans propietaris s'afegien les necessitats dels bestiars trashumants que en un gran nombre travessaven el terme. L'agricultura, limitada pel conflicte d'usos, se centrava en el sègol, el blat i el lli, que va donar origen a una artesania d'obratge de draps.

## Economia
Avui dia Braojos manté encara un marcat caràcter rural i l'activitat agropecuària segueix configurant l'essencial de la vida local i del seu paisatge, definit per àmplies superfícies de pastura i conreus i per la xarxa de camins de vies pecuàries. Però un nombre creixent de famílies ha introduït en les seves rendes ingressos procedents d'altres sectors com la construcció, el comerç o l'hostaleria.